# Проконечная группа
Проконечная группа — топологическая группа, являющаяся проективным пределом системы конечных групп {\displaystyle G_{i}}, {\displaystyle i\in I}, снабженных дискретной топологией ({\displaystyle I} — предупорядоченное множество).

## Примеры
- Аддитивная группа кольца целых p-адических чисел.
  - Всякая компактная аналитическая группа над полем {\displaystyle p}-адических чисел[уточнить] (например {\displaystyle SL_{n}(\mathbb {Z} _{p})}).

## Свойства
- Проконечные группы являются остаточно конечными.